# Walking Tall (película de 1973)
Walking Tall (Pisando fuerte en España) es una película estadounidense dramática y de acción, estrenada en Estados Unidos el 22 de febrero de 1973.
El guion se basa en parte en la vida del sheriff Buford Pusser, un profesional de la lucha libre reconvertido en hombre de la ley en el Condado de McNairy, Tennessee. Buford Pusser había sido sheriff de McNairy desde 1964 hasta 1970. Su base de operaciones era Selmer, donde se sitúan el juzgado y la cárcel del condado. Él obtuvo notoriedad por su lucha contra la corrupción, las destilerías ilegales y el juego en el condado. La película fue dirigida por Phil Karlson y protagonizada por Joe Don Baker como Buford Pusser y Elizabeth Hartman como Pauline Pusser. El actor infantil Leif Garrett interpretó a Mike Pusser, hijo de Buford y Pauline.
La película obtuvo un considerable éxito en taquilla y se convirtió en uno de los títulos más rentables estrenados en 1973. Producida con un presupuesto de medio millón de dólares, recaudó 23 millones. Se ha convertido desde entonces en un clásico de culto con dos secuelas, un telefilme, una serie de TV de corta duración y un remake protagonizado por Dwayne Johnson con sus propias dos secuelas.

## Argumento
Buford Pusser (Joe Don Baker), luchador profesional retirado, se traslada a Tennessee, donde viven sus padres, Carl Pusser (Noah Beery, Jr.) y Helen Pusser (Lurene Tuttle). Buford está acompañado por su mujer Pauline (Elizabeth Hartman), su hija Dwana (Dawn Lyn) y su hijo Mike (Leif Garrett).
Buford se reencuentra con un viejo amigo y ambos visitan el Lucky Spot, un establecimiento situado en las afueras del pueblo. Buford no tarda en darse cuenta de que en el local hay mujeres que ejercen la prostitución, conoce en la barra a la insinuante Luan Paxton (Brenda Benet). Su amigo le pide dinero para jugar en una de las mesas, Buford se percata de que en el local se hacen trampas, y se inicia una pelea. Buford es golpeado y abandonado con numerosos cortes de cuchillo. El sheriff (Gene Evans) ignora su denuncia, y Buford se da cuenta de que en el Condado de McNairy impera la corrupción. Una noche va al Lucky Spot, espera hasta que el local cierra y golpea a los mismos hombres que le agredieron. Pusser es arrestado y decide ser su propio defensor en el juicio. Se rasga la camisa durante el juicio para mostrar sus cicatrices al jurado, es declarado no culpable y busca ser elegido sheriff para hacer limpieza en el condado. Gana las elecciones y desde que ocupa su puesto adquiere fama por ser incorruptible e intolerante con el juego clandestino, la prostitución y las destilerías ilegales. Nombra ayudante a un hombre negro en un entorno racista y se enfrenta al juez del condado, quien no aprueba sus métodos expeditivos. Buford desoye a las autoridades del Estado cuando le dicen que el vicio es una necesidad social y le piden que no intervenga. La opinión pública se muestra dividida: algunos residentes consideran al sheriff Pusser como un policía honesto que lucha contra un sistema corrupto mientras que otros le consideran un matón que no respeta ninguna ley. Pauline teme que algo realmente grave pueda ocurrir, pero insiste en permanecer al lado de Buford. El sheriff sobrevive a varios intentos de asesinato, pero se niega a abandonar su puesto hasta que finalmente él y Pauline son tiroteados en su automóvil.

## Reparto
- Joe Don Baker como Buford Pusser.
- Elizabeth Hartman como Pauline Pusser.
- Lurene Tuttle como Helen Pusser.
- Noah Beery, Jr. como Carl Pusser, padre de Buford.
- Dawn Lyn como Dwana Pusser.
- Leif Garrett como Mike Pusser, hijo de Buford y Pauline.
- Felton Perry como Obrah Eaker.
- Logan Ramsey como John Witter.
- Rosemary Murphy como Callie Hacker.
- Gene Evans como Sheriff Al Thurman.
- Bruce Glover como Grady Coker.
- Kenneth Tobey como Augie Mccullah.
- Don Keefer como Dr. Lamar Stivers.
- Douglas Fowley como Juez Clarke.
- Pepper Martin como Zolan Dicks.
- Ted Jordan como Virgil Button.
- Red West como Sheriff Tanner.
- Brenda Benet como Luan Paxton.
- Arch Johnson como Buel Jaggers.
- Russell Thorson como Ferrin Meaks.
- Carey Loftin como Dice Player.
- Warner Venetz como Stickman.
- Del Monroe como Otie Doss.
- Gil Perkins como primer segurata.
- Gene LeBell como segundo segurata.

## Recepción
La película se convirtió en uno de los títulos más rentables estrenados en 1973, ya que con un presupuesto de medio millón de dólares recaudó 23 millones.

## Secuelas
La película Walking Tall fue un éxito de taquilla y generó dos secuelas: Walking Tall Part 2 (estrenada el 28 de septiembre de 1975), y Walking Tall: Final Chapter (estrenada el 10 de agosto de 1977), ambas protagonizadas por el actor de origen suecoBo Svenson y menos exitosas que la original. El 9 de diciembre de  1978, CBS estrenó un telefilm titulado A Real American Hero: Buford Pusser, protagonizado por Brian Dennehy como el personaje del título. La película está ambientada en 1967 y es más fiel a la historia de Buford Pusser que las películas anteriores. Una breve serie de televisión se emitió en 1981.

## Remake
En 2004 se estrenó un remake protagonizado por el luchador profesional Dwayne "The Rock" Johnson. El nombre del personaje interpretado por Johnson es Chris Vaughn, sheriff que lucha contra el tráfico de drogas; está ambientada en Kitsap County, Washington, aunque fue filmada en Squamish, Columbia Británica, Canadá. Dos secuelas del remake fueron producidas y distribuidas en 2007: Walking Tall: The Payback y Walking Tall: Lone Justice, ambas rodadas en Dallas, Texas, y lanzadas directamente para video. Las secuelas fueron protagonizadas por Kevin Sorbo como Nick Prescott, hijo del sheriff de un pueblo, quien se dedica a hacer justicia después de la muerte de su padre en un sospechoso accidente de tráfico.

## Reconocimientos
La película es reconocida por el American Film Institute en esta lista:
- 2003: AFI's 100 años... 100 héroes y villanos:
  - Buford Pusser – Nominated Hero[8]